# Ausschüsse des rheinland-pfälzischen Landtages

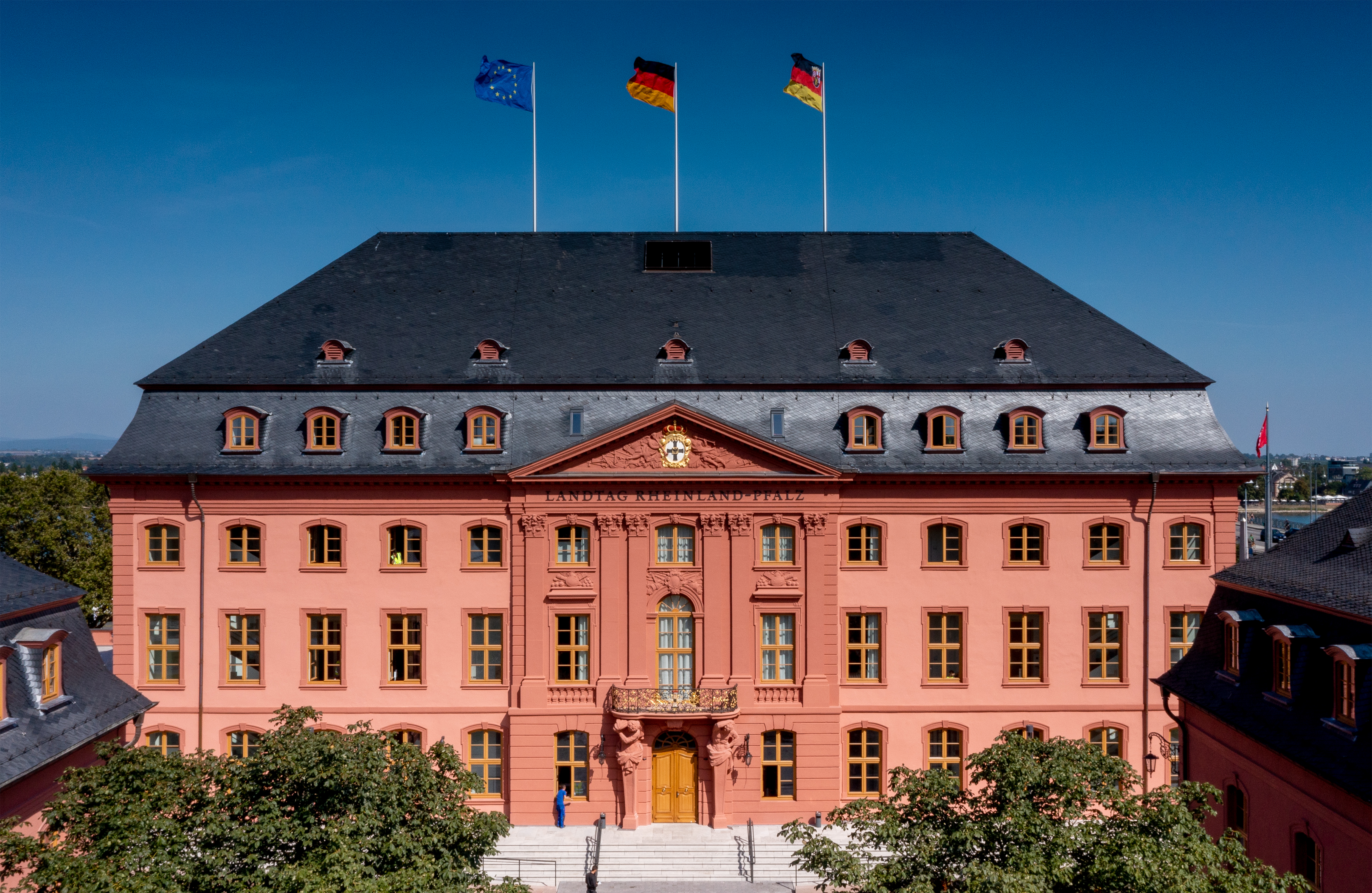
Landtag Rheinland-Pfalz

Die Ausschüsse des rheinland-pfälzischen Landtages werden im Rahmen der ihnen vom Landtag erteilten Aufträge tätig und geben gegenüber dem Landtagsplenum Beschlussempfehlungen ab. Die Fachausschüsse haben darüber hinaus aus dem Einsetzungsbeschluss eine eigene fachliche Zuständigkeit. In diesem Rahmen können sie sich mit Angelegenheiten aus ihrem Aufgabengebiet befassen und hierzu dem Landtag Empfehlungen geben.

## Haushalts- und Finanzausschuss

### Aufgaben
Der Haushalts- und Finanzausschuss ist für diejenigen Politikbereiche zuständig, für die das Finanzministerium Verantwortung trägt. Er kontrolliert die Arbeit des Ministeriums und berät die Gesetzentwürfe und Anträge aus dessen Geschäftsbereich. Darüber hinaus berät er federführend den Landeshaushalt, der entweder für ein oder für zwei Jahre aufgestellt wird.
Haushaltsgesetz und Haushaltsplan sind Grundlage der gesamten Staatstätigkeit im jeweiligen Haushaltsjahr. Ihre Verabschiedung ist daher eine der wichtigsten Aufgaben des Landtags.
Der Haushalts- und Finanzausschuss wirkt auch beim Vollzug des Haushalts mit. So kann z. B. das Land Grundstücke über einer bestimmten Wertgrenze nur veräußern, wenn der Haushalts- und Finanzausschuss zustimmt. Zur Kontrolle des Vollzugs erhält der Ausschuss eine Reihe von Berichten der Landesregierung (z. B. Budgetbericht, Finanzhilfebericht, Beteiligungsbericht, Derivatebericht).
Im Entlastungsverfahren der Landesregierung nach Artikel 120 der Landesverfassung prüft der Ausschuss die Jahresrechnung der Regierung insbesondere auf der Grundlage der Berichte des Landesrechnungshofs und erarbeitet eine detaillierte Beschlussempfehlung für den Landtag.
Zur Vorbereitung bedient sich der Haushalts- und Finanzausschuss seines ständigen Unterausschusses: der Rechnungsprüfungskommission.
Weitere Themen des Haushalts- und Finanzausschusses sind unter anderem:
- das Besoldung der Angestellten und Beamten des Landes
- die soziale Wohnraumförderung
- der staatliche Hochbau
- das Bauordnungs- und -planungsrecht.

### Mitglieder
Vorsitzender: Thomas Wansch (SPD)

Stellv. Vorsitzender: Christof Reichert (CDU)
| Fraktion              | Ordentliche Mitglieder                                                                   | Stellvertretende Mitglieder                                                        |
| --------------------- | ---------------------------------------------------------------------------------------- | ---------------------------------------------------------------------------------- |
| SPD                   | Sabine Bätzing-Lichtenthäler, Martin Haller, Markus Stein, Nico Steinbach, Thomas Wansch | Kathrin Anklam-Trapp, Jens Guth, Michael Hüttner, Hans Jürgen Noss, Gregory Scholz |
| CDU                   | Gordon Schnieder, Christof Reichert, Karina Wächter                                      | Martin Brandl, Helmut Martin, Torsten Welling                                      |
| BÜNDNIS 90/DIE GRÜNEN | Pia Schellhammer                                                                         | Lea Heidbreder                                                                     |
| AfD                   | Iris Nieland                                                                             | Jan Bollinger                                                                      |
| FDP                   | Philipp Fernis                                                                           | Cornelia Willius-Senzer                                                            |
| FREIE WÄHLER          |                                                                                          | Stephan Wefelscheid                                                                |

## Rechnungsprüfungskommission

### Aufgaben
Die Rechnungsprüfungskommission ist ein ständiger Unterausschuss des Haushalts- und Finanzausschusses. Er bereitet dessen Beschlüsse im Verfahren der Entlastung der Landesregierung und des Rechnungshofs vor. Beratungsgrundlagen sind die Haushaltsrechnung und Vermögensübersicht der Landesregierung sowie der Jahresbericht des Landesrechnungshofs.
Die Kommission besteht aus 7 Mitgliedern. Die Vorsitzenden des Haushalts- und Finanzausschusses und der Rechnungsprüfungskommission müssen verschiedenen Fraktionen angehören.

### Mitglieder
Vorsitzender: Christof Reichert (CDU)

Stellv. Vorsitzender: Thomas Wansch (SPD)
| Fraktion              | Ordentliche Mitglieder                      | Stellvertretende Mitglieder                    |
| --------------------- | ------------------------------------------- | ---------------------------------------------- |
| SPD                   | Markus Stein, Nico Steinbach, Thomas Wansch | Kathrin Anklam-Trapp, Jens Guth, Martin Haller |
| CDU                   | Christof Reichert, Karina Wächter           | Gordon Schnieder, Michael Wagner               |
| BÜNDNIS 90/DIE GRÜNEN | Pia Schellhammer                            | Bernhard Braun                                 |
| AfD                   | Iris Nieland                                | Jan Bollinger                                  |
| FDP                   | Philipp Fernis                              | Cornelia Willius-Senzer                        |
| FREIE WÄHLER          |                                             | Stephan Wefelscheid                            |

## Ausschuss für Inneres, Sport und Landesplanung (Innenausschuss)

### Aufgaben
Der Innenausschuss befasst sich vorwiegend mit Fragen der klassischen Innenpolitik, wie der Kommunalpolitik, Inneren Sicherheit und dem Bevölkerungs- und Katastrophenschutz, berät aber zum Beispiel auch über die Fortentwicklung des Datenschutzes oder die Modernisierung der Landesverwaltung etwa im Rahmen von eGovernment.
Seine Zuständigkeiten korrespondieren weitgehend mit denen des Ministeriums des Innern und für Sport, was ein breit gefächertes Aufgabenspektrum bedingt. Gesetzentwürfe in zentralen Politikfeldern wie dem Gefahrenabwehrrecht oder der Kommunal- und Verwaltungsreform werden vom Innenausschuss federführend beraten. Darüber hinaus reicht die Bandbreite der Aufgaben vom allgemeinen Verwaltungsverfahrensrecht über den öffentlichen Dienst, das Waffenrecht, dem Verfassungsschutz, das Staatsangehörigkeitsrecht, das Vereins- und Versammlungsrecht, das Sonn- und Feiertagsrecht, die Sport- und Freizeitpolitik, Vermessung und Geoinformation bis zur Raumentwicklung und Landesplanung.

### Mitglieder
Vorsitzender: Dirk Christian Herber (CDU)

Stellv. Vorsitzender: Hans Jürgen Noss (SPD)
| Fraktion              | Ordentliche Mitglieder                                                     | Stellvertretende Mitglieder                                            |
| --------------------- | -------------------------------------------------------------------------- | ---------------------------------------------------------------------- |
| SPD                   | Jens Guth, Michael Hüttner, Nina Klinkel, Hans Jürgen Noss, Benedikt Oster | Andrea Rahm, Jens Jenssen, David Guthier, Markus Stein, Nico Steinbach |
| CDU                   | Dennis Junk, Dirk Christian Herber, Anette Moesta                          | Marcus Klein, Peter Moskopp, Tobias Vogt                               |
| BÜNDNIS 90/DIE GRÜNEN | Carl-Bernhard von Heusinger                                                | Pia Schellhammer                                                       |
| AfD                   | Jan Bollinger                                                              | Peter Stuhlfauth                                                       |
| FDP                   | Philipp Fernis                                                             | Cornelia Willius-Senzer                                                |
| FREIE WÄHLER          |                                                                            | Stephan Wefelscheid                                                    |

## Ausschuss für Arbeit, Soziales, Pflege und Transformation

### Aufgaben
Der Sozialpolitische Ausschuss kontrolliert im Rahmen seines Aufgabenbereichs das Ministerium für Arbeit, Soziales, Transformation und Digitalisierung und berät die Gesetzentwürfe und Anträge aus diesem Bereich.
Zu den Themen des Ausschusses gehören insbesondere
- das Arbeitsrecht und die Arbeitsmarktpolitik, der soziale, technische und medizinische Arbeitsschutz,
- die soziale Sicherung, die Armutsbekämpfung und die Schuldnerberatung,
- die Inklusion von Menschen mit Behinderung einschließlich des Schwerbehindertenrechts und das soziale Entschädigungsrecht,
- die berufliche und soziale Rehabilitation.

### Mitglieder
Vorsitzender: Michael Hüttner (SPD)

Stellv. Vorsitzender: Daniel Köbler (BÜNDNIS 90/DIE GRÜNEN)
| Fraktion              | Ordentliche Mitglieder                                                                       | Stellvertretende Mitglieder                                            |
| --------------------- | -------------------------------------------------------------------------------------------- | ---------------------------------------------------------------------- |
| SPD                   | Kathrin Anklam-Trapp, Lana Horstmann, Michael Hüttner, Anna Köbberling, Katrin Rehak-Nitsche | Claus Schick, Nina Klinkel, Oliver Kusch, Tamara Müller, Michael Simon |
| CDU                   | Anette Moesta, Lars Rieger, Michael Wäschenbach                                              | Marcus Klein, Helmut Martin, Petra Schneider                           |
| BÜNDNIS 90/DIE GRÜNEN | Daniel Köbler                                                                                | Josef Philip Winkler                                                   |
| AfD                   | Damian Lohr                                                                                  | Joachim Paul                                                           |
| FDP                   | Steven Wink                                                                                  | Marco Karl Weber                                                       |
| FREIE WÄHLER          | Patrick Kunz                                                                                 | Lisa-Marie Jeckel                                                      |

## Ausschuss für Gesundheit

### Aufgaben
Der Ausschuss für Gesundheit kontrolliert im Rahmen seines Aufgabenbereichs das Ministerium für Wissenschaft und Gesundheit und berät die Gesetzentwürfe und Anträge aus diesem Bereich.
Zu den Themen des Ausschusses gehören insbesondere
- die Gesundheitspolitik einschließlich der Gesundheitsförderung, der öffentliche Gesundheitsdienst und die Seuchenbekämpfung,
- die Pflegepolitik und die Pflegeversicherung,
- die Heil- und Pflegeberufe,
- das Krankenhauswesen (Krankenhausrecht, Krankenhausplanung und Krankenhaus- finanzierung),
- die psychiatrische Versorgung,
- das Arzneimittel- und Apothekenwesen,
- der Katastrophenschutz und die zivile Verteidigung im Gesundheitswesen

### Mitglieder
Vorsitzender: Josef Philip Winkler (BÜNDNIS 90/DIE GRÜNEN)

Stellv. Vorsitzender: Steven Wink (FDP)
| Fraktion              | Ordentliche Mitglieder                                                                | Stellvertretende Mitglieder                                                      |
| --------------------- | ------------------------------------------------------------------------------------- | -------------------------------------------------------------------------------- |
| SPD                   | Kathrin Anklam-Trapp, Oliver Kusch, Lothar Rommelfanger, Christoph Spies, Sven Teuber | Anna Köbberling, Markus Kropfreiter, Tamara Müller, David Guthier, Thomas Wansch |
| CDU                   | Christoph Gensch, Michael Wäschenbach, Torsten Welling                                | Sven Koch, Ellen Demuth, Lars Rieger                                             |
| BÜNDNIS 90/DIE GRÜNEN | Josef Philp Winkler                                                                   | Daniel Köbler                                                                    |
| AfD                   | Jan Bollinger                                                                         | Damian Lohr                                                                      |
| FDP                   | Steven Wink                                                                           | Marco Karl Weber                                                                 |
| FREIE WÄHLER          | Helge Schwab                                                                          | Herbert Drumm                                                                    |

## Ausschuss für Bildung

### Aufgaben
Die Kulturhoheit zählt zu den Kernkompetenzen der Länder. Gerade in den Bereichen Schule und Bildung haben die Länder im Verhältnis zum Bund ein umfassendes Recht zur Gesetzgebung. Die Artikel 27 bis 38 der Landesverfassung, die den verfassungsrechtlichen Rahmen für Schule und Bildung in Rheinland-Pfalz vorgeben, betreffen deshalb eine zentrale Materie des Landesrechts.
Der Ausschuss für Bildung ist zuständig für die parlamentarische Begleitung der Bildungspolitik des Landes. Schwerpunkt der Ausschussarbeit ist mit anderen Worten die Schule und alles, was damit zusammenhängt: allgemeinbildende Schulen, berufsbildende Schulen, Förderschulen, Lehrpläne sowie die Lehreraus- und Fortbildung. Er kontrolliert insoweit das Ministerium für Bildung und berät federführend die Gesetzes- und Antragsinitiativen aus diesem Bereich. Reformen, die das Schulleben erheblich verändern, finden regelmäßig ihren Niederschlag im rheinland-pfälzischen Schulgesetz, in dem das gesamte öffentliche Schulwesen des Landes zusammenfassend geregelt ist. Die kontinuierliche Fortentwicklung dieses Gesetzes ist eine der wesentlichen Aufgaben des Ausschusses.

### Mitglieder
Vorsitzende: Susanne Müller (SPD)

Stellv. Vorsitzender: N.N. (AfD)
| Fraktion              | Ordentliche Mitglieder                                                     | Stellvertretende Mitglieder                                                              |
| --------------------- | -------------------------------------------------------------------------- | ---------------------------------------------------------------------------------------- |
| SPD                   | Alexander Fuhr, Florian Maier, Susanne Müller, Gregory Scholz, Sven Teuber | Kathrin Anklam-Trapp, Manuel Liguori, Patric Müller, Jaqueline Rauschkolb, Michael Simon |
| CDU                   | Thomas Barth, Jens Münster, Jennifer Groß                                  | Martin Brandl, Peter Moskopp, Marion Schneid                                             |
| BÜNDNIS 90/DIE GRÜNEN | Pia Schellhammer                                                           | Daniel Köbler                                                                            |
| AfD                   | Joachim Paul                                                               | Iris Nieland                                                                             |
| FDP                   | Marco Karl Weber                                                           | Steven Wink                                                                              |
| FREIE WÄHLER          | Helge Schwab                                                               | Herbert Drumm                                                                            |

## Ausschuss für Wissenschaft

### Aufgaben
Der Ausschuss für Wissenschaft ist für die Politikbereiche zuständig, für die das Ministerium für Wissenschaft und Gesundheit Verantwortung trägt. Er kontrolliert in diesen Bereichen die Arbeit des Ministeriums und berät Gesetzentwürfe und Anträge aus dessen Geschäftsbereich.
Wichtige Themen des Ausschusses sind unter anderem die Hochschulen, Wissenschaft, Forschung und Lehre sowie Technologie.

### Mitglieder
Vorsitzende: Marion Schneid (CDU)

Stellv. Vorsitzende: Katrin Rehak-Nitsche (SPD)
| Fraktion              | Ordentliche Mitglieder                                                            | Stellvertretende Mitglieder                                                     |
| --------------------- | --------------------------------------------------------------------------------- | ------------------------------------------------------------------------------- |
| SPD                   | Anna Köbberling, Claus Schick, Tamara Müller, Katrin Rehak-Nitsche, David Guthier | Alexander Fuhr, Markus Kropfreiter, Michael Simon, Christoph Spies, Sven Teuber |
| CDU                   | Matthias Reuber, Marion Schneid, Gerd Schreiner                                   | Thomas Barth, Christoph Gensch, Christof Reichert                               |
| BÜNDNIS 90/DIE GRÜNEN | Lea Heidbreder                                                                    | Carl-Bernhard von Heusinger                                                     |
| AfD                   | Joachim Paul                                                                      | Jan Bollinger                                                                   |
| FDP                   | Philipp Fernis                                                                    | Cornelia Willius-Senzer                                                         |
| FREIE WÄHLER          | Herbert Drumm                                                                     | Helge Schwab                                                                    |

## Ausschuss für Wirtschaft und Verkehr

### Aufgaben
Der Ausschuss für Wirtschaft und Verkehr befasst sich mit der staatlichen Wirtschaftsverwaltung und Wirtschaftsförderung in Rheinland-Pfalz sowie mit der Infrastrukturpolitik des Landes. Das Mobilitätsverhalten verändert sich und damit verändern sich auch die Ansprüche an die Infrastruktur und die Verkehrsangebote in Rheinland-Pfalz. Die rheinland-pfälzische Wirtschaft steht im Zusammenhang mit der Verkehrsinfrastruktur und der verkehrlichen Anbindung an die Märkte und Wirtschaftszentren durch die Verkehrsträger Straße, Schiene, Wasser und Luftverkehr.
Der Ausschuss kontrolliert und begleitet die Arbeit des Ministeriums für Wirtschaft, Verkehr, Landwirtschaft und Weinbau und berät Gesetzentwürfe und Anträge aus dessen Geschäftsbereich.

### Mitglieder
Vorsitzender: Andreas Rahm (SPD)

Stellv. Vorsitzender: Helmut Martin (CDU)
| Fraktion              | Ordentliche Mitglieder                                                         | Stellvertretende Mitglieder                                                 |
| --------------------- | ------------------------------------------------------------------------------ | --------------------------------------------------------------------------- |
| SPD                   | Heiner Illing, Anna Köbberling, Benedikt Oster, Andreas Rahm, Daniel Schäffner | Jens Guth, Michael Hüttner, Patric Müller, Hans Jürgen Noss, Lana Horstmann |
| CDU                   | Helmut Martin, Petra Schneider, Michael Wagner                                 | Anette Moesta, Tobias Vogt, Torsten Welling                                 |
| BÜNDNIS 90/DIE GRÜNEN | Bernhard Braun                                                                 | Jutta Blatzheim-Roegler                                                     |
| AfD                   | Iris Nieland                                                                   | Jan Bollinger                                                               |
| FDP                   | Steven Wink                                                                    | Marco Karl Weber                                                            |
| FREIE WÄHLER          | Stephan Wefelscheid                                                            |                                                                             |
| fraktionslos          | Matthias Joa                                                                   |                                                                             |

## Ausschuss für Landwirtschaft und Weinbau

### Aufgaben
Der Ausschuss für Landwirtschaft und Weinbau befasst sich mit den Anliegen der rheinland-pfälzischen Landwirtschaft und der Weinbauwirtschaft Rheinland-Pfalz, auch unter dem Aspekt klimatischer Veränderungen und deren Auswirkungen. Im Zentrum stehen dabei politische Instrumente zur Stärkung des Agrar- und Weinbaustandortes Rheinland-Pfalz.
Der Ausschuss kontrolliert und begleitet die Politikbereiche, welche die Arbeit des Ministeriums für Wirtschaft, Verkehr, Landwirtschaft und Weinbau betreffen und berät Gesetzentwürfe und Anträge aus dessen Geschäftsbereich.

### Mitglieder
Vorsitzender: Horst Gies (CDU)

Stellv. Vorsitzende: Jaqueline Rauschkorb (SPD)
| Fraktion              | Ordentliche Mitglieder                                                         | Stellvertretende Mitglieder                                                 |
| --------------------- | ------------------------------------------------------------------------------ | --------------------------------------------------------------------------- |
| SPD                   | Florian Maier, Patric Müller, Jaqueline Rauschkorb, Claus Schick, Markus Stein | Roger Lewentz, Oliver Kusch, Susanne Müller, Andreas Rahm, Daniel Schäffner |
| CDU                   | Horst Gies, Michael Ludwig, Johannes Zehfuß                                    | Lars Rieger, Karina Wächter, Markus Wolf                                    |
| BÜNDNIS 90/DIE GRÜNEN | Jutta Blatzheim-Roegler                                                        | Bernhard Braun                                                              |
| AfD                   | Ralf Schönborn                                                                 | Iris Nieland                                                                |
| FDP                   | Marco Karl Weber                                                               | Steven Wink                                                                 |
| FREIE WÄHLER          | Helge Schwab                                                                   | Herbert Drumm                                                               |

## Rechtsausschuss

### Aufgaben
Der Rechtsausschuss ist für diejenigen Politikbereiche zuständig, für die das Ministerium der Justiz Verantwortung trägt. Er kontrolliert die Arbeit des Ministeriums und berät die Gesetzentwürfe und Anträge aus dessen Geschäftsbereich.
Zu den Themen des Ausschusses gehören unter anderem die Organisation und Ausstattung der Gerichte und Staatsanwaltschaften in Rheinland-Pfalz, der Strafvollzug, das Notarwesen, der juristische Vorbereitungsdienst und die Staatsprüfungen.
Darüber hinaus hat der Rechtsausschuss die Aufgabe, alle Gesetzentwürfe einer (verfassungs-)rechtlichen Prüfung zu unterziehen. Er wird daher am Ende, nach den Gesetzesberatungen in den übrigen Fachausschüssen, tätig.
Daneben befasst sich der Ausschuss mit grundlegenden Fragen der Geschäftsordnung des Landtags; insbesondere legt er zu Beginn der Wahlperiode einen Vorschlag über die endgültige Fassung der Geschäftsordnung vor. Die Geschäftsordnung regelt die wesentlichen Verfahrens- und Organisationsgrundlagen des Landtags. Sie ist Ausdruck der Parlamentsautonomie und sichert die funktionale Unabhängigkeit des Parlaments.
Darüber hinaus hat der Landtag dem Rechtsausschuss die Entscheidung über die Genehmigung von Strafverfahren gegen Abgeordnete übertragen; die Verhandlungen derartiger Immunitätsangelegenheiten sind vertraulich. Das Immunitätsrecht der Abgeordneten soll heutzutage vornehmlich die repräsentative Zusammensetzung und die Funktionsfähigkeit des Parlaments schützen.

### Mitglieder
Vorsitzender: Helmut Martin (CDU)

Stellv. Vorsitzender: Christoph Spies (SPD)
| Fraktion              | Ordentliche Mitglieder                                                                         | Stellvertretende Mitglieder                                                   |
| --------------------- | ---------------------------------------------------------------------------------------------- | ----------------------------------------------------------------------------- |
| SPD                   | Markus Kropfreiter, Katrin Rehak-Nitsche, Lothar Rommelfanger, Gregory Scholz, Christoph Spies | Oliver Kusch, Florian Maier, Susanne Müller, Hans Jürgen Noss, Benedikt Oster |
| CDU                   | Marcus Klein, Helmut Martin, Christian Baldauf                                                 | Dirk Christian Herber, Matthias Lammert, Michael Wäschenbach                  |
| BÜNDNIS 90/DIE GRÜNEN | Carl-Bernhard von Heusinger                                                                    | Josef Philip Winkler                                                          |
| AfD                   | Peter Stuhlfauth                                                                               | Damian Lohr                                                                   |
| FDP                   | Cornelia Willius-Senzer                                                                        | Marco Karl Weber                                                              |
| FREIE WÄHLER          | Stephan Wefelscheid                                                                            |                                                                               |

## Ausschuss für Umwelt und Forsten

### Aufgaben
Der Ausschuss für Umwelt und Forsten ist für die Politikbereiche des Ministeriums für Klimaschutz, Umwelt, Energie und Mobilität zuständig. Er kontrolliert die Arbeit des Ministeriums und berät die Gesetzentwürfe und Anträge aus dessen Geschäftsbereich. Zu den Themen des Ausschusses zählt besonders die Umweltpolitik des Landes. In diesem Zusammenhang befasst sich der Ausschuss etwa mit Fragen des Naturschutzes oder der nachhaltigen Waldbewirtschaftung.

### Mitglieder
Vorsitzender: Marco Karl Weber (FDP)

Stellv. Vorsitzender: Nico Steinbach (SPD)
| Fraktion              | Ordentliche Mitglieder                                                  | Stellvertretende Mitglieder                                                       |
| --------------------- | ----------------------------------------------------------------------- | --------------------------------------------------------------------------------- |
| SPD                   | Heiner Illing, Oliver Kusch, Andreas Rahm, Jens Jenssen, Nico Steinbach | Nina Klinkel, Anna Köbberling, Markus Kropfreiter, Martin Haller, Christoph Spies |
| CDU                   | Horst Gies, Michael Ludwig, Tobias Vogt                                 | Matthias Reuber, Gerd Schreiner, Johannes Zehfuß                                  |
| BÜNDNIS 90/DIE GRÜNEN | Lea Heidbreder                                                          | Fabian Ehmann                                                                     |
| AfD                   | Ralf Schönborn                                                          | Iris Nieland                                                                      |
| FDP                   | Marco Karl Weber                                                        | Steven Wink                                                                       |
| FREIE WÄHLER          | Herbert Drumm                                                           | Helge Schwab                                                                      |

## Ausschuss für Familie, Jugend, Integration und Verbraucherschutz

### Aufgaben
Der Ausschuss für Familie, Jugend, Integration und Verbraucherschutz kontrolliert im Rahmen seines Aufgabenbereichs das Ministerium für Familie, Frauen, Kultur und Integration und berät die Gesetzentwürfe und Anträge aus diesem Bereich.
Zu den Themen des Ausschusses gehören insbesondere die Belange unserer vielfältigen Gesellschaft, die Integration von Menschen mit Migrationshintergrund und der Verbraucherschutz.

### Mitglieder
Vorsitzende: Lothar Rommelfanger (SPD)

Stellv. Vorsitzende: Jennifer Groß (CDU)
| Fraktion              | Ordentliche Mitglieder                                                            | Stellvertretende Mitglieder                                                             |
| --------------------- | --------------------------------------------------------------------------------- | --------------------------------------------------------------------------------------- |
| SPD                   | Manuel Liguori, Susanne Müller, Lothar Rommelfanger, David Guthier, Michael Simon | Lana Horstmann, Markus Kropfreiter, Patric Müller, Benedikt Oster, Jaqueline Rauschkolb |
| CDU                   | Jennifer Groß, Peter Moskopp, Jens Münster                                        | Martin Brandl, Matthias Lammert, Torsten Welling                                        |
| BÜNDNIS 90/DIE GRÜNEN | Lisett Stuppy                                                                     | Josef Philip Winkler                                                                    |
| AfD                   | Damian Lohr                                                                       | Iris Nieland                                                                            |
| FDP                   | Cornelia Willius-Senzer                                                           | Philipp Fernis                                                                          |
| FREIE WÄHLER          | Lisa-Marie Jeckel                                                                 | Patrick Kunz                                                                            |
| fraktionslos          | Michael Frisch                                                                    |                                                                                         |

## Ausschuss für Digitalisierung, digitale Infrastruktur und Medien

### Aufgaben
Der Ausschuss für Digitalisierung, digitale Infrastruktur und Medien befasst sich mit der Medienpolitik, für die in Deutschland die Länder zuständig sind. Die Beratungsgegenstände des Ausschusses beziehen sich auf den öffentlich-rechtlichen Rundfunk (insbesondere Südwestrundfunk, Zweites Deutsches Fernsehen, Deutschlandradio), soweit die Zuständigkeit des Landes begründet ist. Gleiches gilt mit Blick auf die privaten Rundfunkanstalten, die von der Landeszentrale für Medien und Kommunikation überwacht werden. Für die Landesregierung wird die Medienpolitik traditionell von Seiten der Staatskanzlei wahrgenommen. Deren Arbeit auf diesem Gebiet kontrolliert und begleitet der Ausschuss für Medien, Digitale Infrastruktur und Netzpolitik.
Zum anderen befasst sich der Ausschuss mit dem breiten Themenspektrum der Digitalisierung und der digitalen Infrastruktur. Dieses beinhaltet technische Aspekte, wie etwa den flächendeckenden Breitbandausbau in Rheinland-Pfalz, als auch Fragen netzkultureller Art, wie Informationsfreiheit, Datenschutz und Verantwortlichkeit im Internet. Für die Landesregierung ist für diesen Themenkomplex das Ministerium für Arbeit, Soziales, Transformation und Digitalisierung zuständig, welches insoweit von dem Ausschuss für Digitalisierung, digitale Infrastruktur und Medien kontrolliert wird.

### Mitglieder
Vorsitzender: Alexander Fuhr (SPD)

Stellv. Vorsitzender: Ellen Demuth (CDU)
| Fraktion              | Ordentliche Mitglieder                                                                   | Stellvertretende Mitglieder                                              |
| --------------------- | ---------------------------------------------------------------------------------------- | ------------------------------------------------------------------------ |
| SPD                   | Alexander Fuhr, Markus Kropfreiter, Jaqueline Rauschkolb, Daniel Schäffner, Jens Jenssen | Manuel Liguori, Martin Haller, Heiner Illing, Andreas Rahm, Markus Stein |
| CDU                   | Ellen Demuth, Peter Moskopp, Torsten Welling                                             | Marcus Klein, Helmut Martin, Markus Wolf                                 |
| BÜNDNIS 90/DIE GRÜNEN | Pia Schellhammer                                                                         | Bernhard Braun                                                           |
| AfD                   | Joachim Paul                                                                             | Damian Lohr                                                              |
| FDP                   | Philipp Fernis                                                                           | Steven Wink                                                              |
| FREIE WÄHLER          | Lisa-Marie Jeckel                                                                        | Patrick Kunz                                                             |

## Ausschuss für Europa und Eine Welt

### Aufgaben
Der Ausschuss für Europa und Eine Welt behandelt die europapolitischen Angelegenheiten, soweit die Interessen des Landes Rheinland-Pfalz berührt sind. Fachlich handelt es sich aus diesem Grunde um einen Querschnittsausschuss, so dass die im Ausschuss behandelten Themengebiete aus allen Bereichen der Landespolitik stammen, sofern und soweit sie einen grenzüberschreitenden Bezug haben.
In der Regel steht die Bevollmächtigte des Landes beim Bund und für Europa und  Medien dem Ausschuss Rede und Antwort. Daneben nehmen bei Bedarf weitere Vertreter der Landesregierung an den Sitzungen des Ausschusses teil.
Der Landtag pflegt darüber hinaus grenzüberschreitende Beziehungen zu Parlamenten und parlamentarischen Einrichtungen, insbesondere der benachbarten Länder und Regionen. Für diese Angelegenheiten hat der Landtag die Kommission für Angelegenheiten der grenzüberschreitenden Zusammenarbeit als ständigen Unterausschuss des Europaausschusses eingerichtet.

### Mitglieder
Vorsitzender: Patrick Kunz (FREIE WÄHLER)

Stellv. Vorsitzender: Thomas Barth (CDU)
| Fraktion              | Ordentliche Mitglieder                                                        | Stellvertretende Mitglieder                                               |
| --------------------- | ----------------------------------------------------------------------------- | ------------------------------------------------------------------------- |
| SPD                   | Michael Hüttner, Nina Klinkel, Hans Jürgen Noss, Roger Lewentz, Thomas Wansch | Lana Horstmann, Gregory Scholz, Jens Jenssen, Nico Steinbach, Sven Teuber |
| CDU                   | Thomas Barth, Lars Rieger, Sven Koch                                          | Martin Brandl, Dirk Christian Herber, Gerd Schreiner                      |
| BÜNDNIS 90/DIE GRÜNEN | Fabian Ehmann                                                                 | Lea Heidbreder                                                            |
| AfD                   | Damian Lohr                                                                   | Ralf Schönborn                                                            |
| FDP                   | Cornelia Willius-Senzer                                                       | Philipp Fernis                                                            |
| FREIE WÄHLER          | Patrick Kunz                                                                  | Lisa-Marie Jeckel                                                         |

## Ausschuss für Gleichstellung und Frauen

### Aufgaben
Seit dem Jahr 1987 befasst sich der Ausschuss für Gleichstellung und Frauen mit Themen im Zusammenhang mit der verfassungsrechtlich verankerten Gleichberechtigung von Frau und Mann. Er ist zuständig für Themen im Zusammenhang mit der Herstellung gleicher Bildungs-, Erwerbs- und Lebenschancen für Männer und Frauen in Rheinland-Pfalz.
Der Ausschuss kontrolliert im Rahmen seines Aufgabenbereiches die Tätigkeit des Ministeriums für Familie, Frauen, Kultur und Integration und berät die entsprechenden Gesetze und Anträge.

### Mitglieder
Vorsitzende: Iris Nieland (AfD)

Stellv. Vorsitzende: Susanne Müller (SPD)
| Fraktion              | Ordentliche Mitglieder                                                             | Stellvertretende Mitglieder                                                                  |
| --------------------- | ---------------------------------------------------------------------------------- | -------------------------------------------------------------------------------------------- |
| SPD                   | Lana Horstmann, Florian Maier, Susanne Müller, Jaqueline Rauschkorb, Michael Simon | Kathrin Anklam-Trapp, Nina Klinkel, Patric Müller, Katrin Rehak-Nitsche, Lothar Rommelfanger |
| CDU                   | Ellen Demuth, Dennis Junk, Matthias Lammert                                        | Jennifer Groß, Karina Wächter, Michael Wagner                                                |
| BÜNDNIS 90/DIE GRÜNEN | Lisett Stuppy                                                                      | Jutta Blatzheim-Roegler                                                                      |
| AfD                   | Iris Nieland                                                                       | Damian Lohr                                                                                  |
| FDP                   | Cornelia Willius-Senzer                                                            | Philipp Fernis                                                                               |
| FREIE WÄHLER          | Patrick Kunz                                                                       | Lisa-Marie Jeckel                                                                            |

## Ausschuss für Kultur

### Aufgaben
Der Ausschuss für Kultur ist für die Politikbereiche des Ministeriums für Familie, Frauen, Kultur und Integration zuständig. Er kontrolliert die Arbeit des Ministeriums und berät die Gesetzentwürfe und Anträge aus dessen Geschäftsbereich.

### Mitglieder
Vorsitzende: Michael Wagner (CDU)

Stellv. Vorsitzende: Herbert Drumm (FREIE WÄHLER)
| Fraktion              | Ordentliche Mitglieder                                                  | Stellvertretende Mitglieder                                                       |
| --------------------- | ----------------------------------------------------------------------- | --------------------------------------------------------------------------------- |
| SPD                   | Manuel Liguori, Roger Lewentz, Jens Jenssen, Nina Klinkel, Andreas Rahm | Alexander Fuhr, Florian Maier, Patric Müller, Susanne Müller, Lothar Rommelfanger |
| CDU                   | Marion Schneid, Sven Koch, Michael Wagner                               | Jennifer Groß, Anette Moesta, Petra Schneider                                     |
| BÜNDNIS 90/DIE GRÜNEN | Josef Philip Winkler                                                    | Jutta Blatzheim-Roegler                                                           |
| AfD                   | Peter Stuhlfauth                                                        | Iris Nieland                                                                      |
| FDP                   | Cornelia Willius-Senzer                                                 | Philipp Fernis                                                                    |
| FREIE WÄHLER          | Herbert Drumm                                                           | Helge Schwab                                                                      |
| fraktionslos          | Martin Louis Schmidt                                                    |                                                                                   |

## Ausschuss für Klima, Energie und Mobilität

### Aufgaben
Der Ausschuss für Klima, Energie und Mobilität ist für die Politikbereiche des Ministeriums für Klimaschutz, Umwelt, Energie und Mobilität zuständig. Er kontrolliert die Arbeit des Ministeriums und berät die Gesetzentwürfe und Anträge aus dessen Geschäftsbereich.

### Mitglieder
Vorsitzender: Gerd Schreiner (CDU)

Stellv. Vorsitzende: Benedikt Oster (SPD)
| Fraktion              | Ordentliche Mitglieder                                                 | Stellvertretende Mitglieder                                                       |
| --------------------- | ---------------------------------------------------------------------- | --------------------------------------------------------------------------------- |
| SPD                   | Jens Guth, Lana Horstmann, Patric Müller, Tamara Müller, Bendikt Oster | Manuel Liguori, Heiner Illing, Florian Maier, Martin Haller, Katrin Rehak-Nitsche |
| CDU                   | Gerd Schreiner, Tobias Vogt, Markus Wolf                               | Martin Brandl, Anette Moesta, Matthias Reuber                                     |
| BÜNDNIS 90/DIE GRÜNEN | Fabian Ehmann                                                          | Lea Heidbreder                                                                    |
| AfD                   | Ralf Schönborn                                                         | Iris Nieland                                                                      |
| FDP                   | Marco Karl Weber                                                       | Steven Wink                                                                       |
| FREIE WÄHLER          | Patrick Kunz                                                           | Lisa-Marie Jeckel                                                                 |
| fraktionslos          | Andreas Hartenfels                                                     |                                                                                   |

## Petitionsausschuss

### Aufgaben
Gemäß Artikel 11 der Verfassung für Rheinland-Pfalz hat jedermann das Recht, sich mit Eingaben an die Volksvertretung zu wenden.
Enthält die Eingabe ein Abhilfeverlangen in Bezug auf die Landesregierung oder eine Verwaltung, die der Kontrolle durch den Landtag Rheinland-Pfalz unterliegt, oder ist sie auf die Änderung von Gesetzen und Verordnungen gerichtet (Legislativeingabe), so handelt es sich um eine Petition, über die im Sinne des Artikels 90 a der Landesverfassung der Petitionsausschuss entscheidet. Legislativeingaben werden direkt dem Petitionsausschuss zugeleitet.
Alle übrigen Eingaben bearbeitet zunächst der Bürgerbeauftragte, welcher den Petitionsausschuss unterstützt und im Rahmen des parlamentarischen Kontrollrechts des Landtags die Stellung der Bürger im Verkehr mit den Behörden stärken soll. So versucht er, im Sinne der Beteiligten einvernehmliche Lösungen zu finden, bevor die Eingabe zur abschließenden Entscheidung dem Petitionsausschuss vorgelegt wird.
Öffentliche Petitionen werden auf Wunsch der Petentin bzw. des Petenten auf der Homepage der Bürgerbeauftragten veröffentlicht und können von jedem eingesehen werden. Voraussetzung für eine Internetveröffentlichung ist ein Anliegen von allgemeinem Interesse, das sich für eine sachliche öffentliche Diskussion eignen muss. Andere Personen können innerhalb von sechs Wochen die Petition mit unterzeichnen und/oder in einem Onlineforum diskutieren.
Wenden sich mindestens 30 Petenten mit demselben Anliegen an den Landtag, so liegt eine Sammel- oder Massenpetition (§ 104 GOLT) vor, je nachdem, ob eine bestimmte Person oder Personengemeinschaft als Urheber erkennbar ist oder nicht. Im Fall einer Massenpetition werden Eingangsbestätigung und Beschluss des Petitionsausschusses in der Regel auf der Internetseite des Landtags bekannt gemacht.
Als ständigen Unterausschuss bildet der Petitionsausschuss die Strafvollzugskommission.

### Mitglieder
Vorsitzender: Heiner Illing (SPD)

Stellv. Vorsitzende: Petra Schneider (CDU)
| Fraktion              | Ordentliche Mitglieder                                                          | Stellvertretende Mitglieder                                                   |
| --------------------- | ------------------------------------------------------------------------------- | ----------------------------------------------------------------------------- |
| SPD                   | Manuel Liguori, Heiner Illing, Markus Kropfreiter, Gregory Scholz, Claus Schick | Lana Horstmann, Oliver Kusch, Daniel Schäffner, Michael Simon, Nico Steinbach |
| CDU                   | Petra Schneider, Karina Wächter, Markus Wolf                                    | Jens Münster, Anette Moesta, Matthias Reuber                                  |
| BÜNDNIS 90/DIE GRÜNEN | Josef Philipp Winkler                                                           | Carl-Bernhard von Heusinger                                                   |
| AfD                   | Peter Stuhlfauth                                                                | Ralf Schönborn                                                                |
| FDP                   | Steven Wink                                                                     | Marco Karl Weber                                                              |
| FREIE WÄHLER          | Lisa-Marie Jeckel                                                               | Patrick Kunz                                                                  |

## Strafvollzugskommission

### Aufgaben
Die Strafvollzugskommission ist ein ständiger Unterausschuss des Petitionsausschusses. Sie befasst sich mit dem Vollzug von Untersuchungshaft, Freiheitsstrafen und freiheitsentziehenden Maßregeln der Besserung und Sicherung, insbesondere mit den Unterbringungs-, Arbeits- und Verpflegungsverhältnissen der in der Anstalt Einsitzenden sowie besonderen Vorkommnissen im Vollzug. Sie wird auch tätig, wenn der Petitionsausschuss ihr Eingaben überweist, die ihren Aufgabenbereich betreffen.
Die Strafvollzugskommission besteht aus sieben Mitgliedern. Die Geschäftsordnung sieht vor, dass den Vorsitz in der Strafvollzugskommission und im Petitionsausschuss dasselbe Ausschussmitglied innehat.

### Mitglieder
Vorsitzender: Heiner Illing (SPD)

Stellv. Vorsitzender: Dennis Junk (CDU)
| Fraktion              | Ordentliche Mitglieder            | Stellvertretende Mitglieder         |
| --------------------- | --------------------------------- | ----------------------------------- |
| SPD                   | Markus Kropfreiter, Heiner Illing | Tamara Müller, Katrin Rehak-Nitsche |
| CDU                   | Dennis Junk, Matthias Lammert     | Petra Schneider, Karina Wächter     |
| BÜNDNIS 90/DIE GRÜNEN | Josef Philip Winkler              | Carl-Bernhard von Heusinger         |
| AfD                   | Peter Stuhlfauth                  | Damian Lohr                         |
| FDP                   | Steven Wink                       | Marco Karl Weber                    |
| FREIE WÄHLER          | Lisa-Marie Jeckel                 | Stephan Wefelscheid                 |

## Untersuchungsausschuss 18/1 „Flutkatastrophe“

### Aufgaben
In der Sitzung am 22. September 2021 hat der Landtag Rheinland-Pfalz die Einsetzung eines parlamentarischen Untersuchungsausschusses „zur Flutkatastrophe in Rheinland-Pfalz, deren Folgen und zur rechtlichen und politischen Verantwortung der Landesregierung, ihrer nachgeordneten Behörden sowie aller sonstigen öffentlichen Stellen hierfür“ beschlossen. Es geht dabei um die Flutkatastrophe im nördlichen Rheinland-Pfalz im Juli 2021. Der Untersuchungsausschuss (UA) besteht aus elf Abgeordneten aller Fraktionen und elf ständigen Ersatzmitgliedern. Er konstituierte sich am 1. Oktober 2021.
Sein Auftrag ergibt sich aus seinem Einsetzungsbeschluss.
Ein Untersuchungsausschuss wird als „scharfes Schwert“ der Opposition bezeichnet, denn hier hat die Minderheit das Recht, z. B. die Vorlage von Akten zu verlangen oder Zeugen vorzuladen und zu vernehmen. Zeugen sind zum Erscheinen und, wenn sie keine Aussageverweigerungsgründe geltend machen können, auch zur Aussage verpflichtet. Rechtsgrundlagen sind die Landesverfassung (Artikel 91), das Untersuchungsausschussgesetz des Landes und ergänzend die Strafprozessordnung. Nach § 1 Abs. 1 des rheinland-pfälzischen Untersuchungsausschussgesetzes hat ein Untersuchungsausschuss die Aufgabe, Sachverhalte, deren Aufklären im öffentlichen Interesse liegt, zu untersuchen und dem Landtag darüber Bericht zu erstatten.

### Mitglieder
Vorsitzender: Martin Haller (SPD)

Stellv. Vorsitzender: Marcus Klein (CDU)
| Fraktion              | Ordentliche Mitglieder                                 | Stellvertretende Mitglieder             |
| --------------------- | ------------------------------------------------------ | --------------------------------------- |
| SPD                   | Jens Guth, Martin Haller, Nina Klinkel, Nico Steinbach | Anna Köbberling, Florian Maier          |
| CDU                   | Marcus Klein, Anette Moesta, Dirk Christian Herber     | Matthias Reuber, Michael Wäschenbach    |
| BÜNDNIS 90/DIE GRÜNEN | Carl-Bernhard von Heusinger                            | Jutta Blatzheim-Roegler, Bernhard Braun |
| AfD                   | Jan Bollinger                                          | Damian Lohr, Peter Stuhlfauth           |
| FDP                   | Philipp Fernis                                         | Marco Karl Weber, Steven Wink           |
| FREIE WÄHLER          | Stephan Wefelscheid                                    | Lisa-Marie Jeckel                       |

## Ältestenrat

### Aufgaben
Der Ältestenrat besteht aus dem Landtagspräsidenten, seinen Stellvertretern sowie weiteren Mitgliedern, die von den Fraktionen entsprechend ihrem Stärkeverhältnis benannt werden. Den Vorsitz führt der Präsident.
Der Ältestenrat unterstützt den Präsidenten bei der Führung der Geschäfte. Eine der wichtigsten Aufgaben des Ältestenrats besteht darin, die Tagesordnung der Sitzungen des Landtags durch die Festlegung einer Reihenfolge der Beratungsgegenstände sowie der Redezeiten für die einzelnen Abgeordneten oder Fraktionen zu beschließen.
Darüber hinaus hat er eine Verständigung zwischen den Fraktionen über den Arbeitsplan des Landtags, die Verteilung der Stellen der Ausschussvorsitzenden und stellvertretenden Ausschussvorsitzenden herbeizuführen. In der Regel münden die Beratungen des Ältestenrats in einem Konsens (§ 12 der Geschäftsordnung des Landtags).

### Mitglieder
Vorsitzender: Hendrik Hering (SPD)

Stellv. Vorsitzende: Kathrin Anklam-Trapp (SPD), Matthias Lammert (CDU)
| Fraktion              | Ordentliche Mitglieder | Stellvertretende Mitglieder                    |
| --------------------- | --- | ---------------------------------------------- |
| SPD                   | Kathrin Anklam-Trapp, Sabine Bätzing-Lichtenthäler, Jens Guth, Martin Haller, Hendrik Hering, Jaqueline Rauschkolb, Benedikt Oster | Anna Köbberling, Hans Jürgen Noss, Sven Teuber |
| CDU                   | Gordon Schnieder, Anke Beilstein, Martin Brandl, Matthias Lammert                                                                  | Ellen Demuth, Marcus Klein, Jennifer Groß      |
| BÜNDNIS 90/DIE GRÜNEN | Carl-Bernhard von Heusinger | Pia Schellhammer                               |
| AfD                   | Jan Bollinger | Damian Lohr                                    |
| FDP                   | Philipp Fernis | Marco Karl Weber                               |
| FREIE WÄHLER          | | Stephan Wefelscheid                            |

## Zwischenausschuss

### Aufgaben
Der Landtag bestellt zur Wahrung der Rechte der Volksvertretung gegenüber der Landesregierung für die Zeit nach der Auflösung des Landtags bis zum Zusammentritt des neuen Landtags einen Zwischenausschuss, der die Rechte eines Untersuchungsausschusses hat (Artikel 92 der Landesverfassung, § 87 der Geschäftsordnung des Landtags).
Der Zwischenausschuss ist ein ständiger Ausschuss und setzt sich aus dem Vorstand und 17 weiteren Mitgliedern des Landtags zusammen. Die Mitglieder des Ältestenrats sind geborene Mitglieder, die weiteren Mitglieder sowie ihre stellvertretenden Mitglieder werden dem Präsidenten schriftlich von den Fraktionen entsprechend ihrem Stärkeverhältnis benannt. Dabei stellt jedoch jede Fraktion mindestens ein weiteres Mitglied.
Der Präsident muss den Ausschuss, auf Verlangen der Landesregierung oder von fünf Mitgliedern des Ausschusses, innerhalb einer Woche einberufen und seine Verhandlungen führen.

### Mitglieder
Vorsitzender: Hendrik Hering (SPD)

Stellv. Vorsitzende: Kathrin Anklam-Trapp (SPD), Matthias Lammert (CDU)
| Fraktion              | Ordentliche Mitglieder | Stellvertretende Mitglieder                                                                         |
| --------------------- | --- | --------------------------------------------------------------------------------------------------- |
| SPD                   | Kathrin Anklam-Trapp, Sabine Bätzing-Lichtenthäler, Jens Guth, Martin Haller, Hendrik Hering, Michael Hüttner, Hans Jürgen Noss | Alexander Fuhr, Heiner Illing, Jaqueline Rauschkolb, Katrin Rehak-Nitsche, Anke Simon, Markus Stein |
| CDU                   | Christian Baldauf, Martin Brandl, Ellen Demuth, Matthias Lammert, Gordon Schnieder                                              | Marcus Klein, Helmut Martin, Gerd Schreiner, Marion Schneid, Michael Wäschenbach                    |
| BÜNDNIS 90/DIE GRÜNEN | Carl-Bernhard von Heusinger, Pia Schellhammer                                                                                   | Lea Heidbreder, Daniel Köbler                                                                       |
| AfD                   | Jan Bollinger, Damian Lohr | Iris Nieland, Ralf Schönborn                                                                        |
| FDP                   | Philipp Fernis | Steven Wink                                                                                         |
| FREIE WÄHLER          | | Stephan Wefelscheid                                                                                 |

## Wahlprüfungsausschuss

### Aufgaben
Der Wahlprüfungsausschuss wird in der ersten Sitzung des Landtags gebildet und besteht in der Regel aus sieben Mitgliedern des Landtags. Die Sitze werden auf die Fraktionen unter Berücksichtigung ihres Stärkeverhältnisses verteilt. Jede Fraktion muss in diesem Ausschuss vertreten sein.
Der Wahlprüfungsausschuss entscheidet über eine Wahlbeanstandung, über die Gültigkeit der Wahlen zum Landtag oder der Volksentscheide. Er entscheidet unter anderem auch, ob Abgeordnete die Mitgliedschaft im Landtag infolge Verzichts, Wegfall der Wählbarkeit, einer nachträglichen Änderung des Wahlergebnisses usw., verloren haben.
Abgeordnete, deren Mitgliedschaft im Landtag Gegenstand der Wahlprüfung ist, dürfen nicht Mitglieder des Wahlprüfungsausschusses sein.

### Mitglieder
Vorsitzender: Martin Haller (SPD)

Stellv. Vorsitzender: Helmut Martin (CDU)
| Fraktion              | Ordentliche Mitglieder                            | Stellvertretende Mitglieder                     |
| --------------------- | ------------------------------------------------- | ----------------------------------------------- |
| SPD                   | Kathrin Anklam-Trapp, Martin Haller, Claus Schick | Jens Guth, Benedikt Oster, Jaqueline Rauschkolb |
| CDU                   | Marcus Klein, Helmut Martin                       | Martin Brandl, Gordon Schnieder                 |
| BÜNDNIS 90/DIE GRÜNEN | Carl-Bernhard von Heusinger                       | Josef Philip Winkler                            |
| AfD                   | Damian Lohr                                       |                                                 |
| FDP                   | Cornelia Willius-Senzer                           | Steven Wink                                     |
| FREIE WÄHLER          | Stephan Wefelscheid                               |                                                 |

## Kommission nach Artikel 10 GG

### Aufgaben
Die Kommission nach Art. 10 GG (auch G 10-Kommission genannt) wird zur Kontrolle von Beschränkungen des Brief-, Post- und Fernmeldegeheimnisses vom Landtag gebildet.
Sie setzt sich aus dem vorsitzenden Mitglied und zwei beisitzenden Mitgliedern zusammen. Bestellt wird die Kommission aus der Mitte des Landtags, für die Dauer einer Wahlperiode, bis spätestens drei Monate nach Ablauf der Wahlperiode.
Die Aufgabe der G 10-Kommission ist es, Einschränkungen, die das Brief-, Post- und Fernmeldegeheimnis einer Bürgerin oder eines Bürgers betreffen, die ohne Mitteilung an sie erfolgt sind, zu prüfen. Sie entscheidet entweder von Amts wegen oder aufgrund von Beschwerden über die Zulässigkeit und Notwendigkeit der Anordnung, Durchführung und Fortdauer von Beschränkungsmaßnahmen der zuständigen obersten Landesbehörde.
Die Mitglieder sind keinen Weisungen unterworfen und in ihrer Amtsführung unabhängig. Bei Bekanntwerden einer Angelegenheit während ihrer Tätigkeit sind sie zur Geheimhaltung verpflichtet, auch für die Zeit nach ihrem Ausscheiden aus der Kommission.

### Mitglieder
| Fraktion              | Ordentliche Mitglieder      |
| --------------------- | --------------------------- |
| SPD                   | Michael Hüttner             |
| CDU                   | Marcus Klein                |
| BÜNDNIS 90/DIE GRÜNEN | Carl-Bernhard von Heusinger |

## Parlamentarische Kontrollkommission

### Aufgaben
Die Parlamentarische Kontrollkommission prüft die fachlich zuständige Ministerin oder den fachlich zuständigen Minister in Angelegenheiten des Verfassungsschutzes.
Sie besteht aus dem vorsitzenden Mitglied und aus zwei weiteren Mitgliedern, die aus der Mitte des Landtags mit der Mehrheit seiner Mitglieder gewählt werden. Die Beratungen sind geheim und die Mitglieder zur Geheimhaltung der Angelegenheiten verpflichtet, auch für die Zeit nach dem Ausscheiden aus der Kommission.
Die fachlich zuständige Ministerin oder der fachlich zuständige Minister unterrichtet die Kommission mindestens zweimal jährlich umfassend über die allgemeine Tätigkeit der Verfassungsschutzbehörde und über Vorgänge, die von besonderer Bedeutung sind. Zeit, Art und Umfang der Unterrichtung werden unter Beachtung des notwendigen Schutzes des Nachrichtenzugangs durch die politische Verantwortung der Ministerin oder des Ministers bestimmt.

### Mitglieder
Vorsitzender: Michael Hüttner (SPD)
Stellv. Vorsitzender: Marcus Klein (CDU)
| Fraktion              | Ordentliche Mitglieder      |
| --------------------- | --------------------------- |
| SPD                   | Michael Hüttner             |
| CDU                   | Marcus Klein                |
| BÜNDNIS 90/DIE GRÜNEN | Carl-Bernhard von Heusinger |

## Datenschutzkommission

### Aufgaben
Die Datenschutzkommission besteht aus acht Mitgliedern und unterstützt den Landesbeauftragten für den Datenschutz und die Informationsfreiheit bei der Wahrnehmung seiner Aufgaben.
Der Landtag entsendet in die Kommission aus seiner Mitte sieben Mitglieder für die Dauer der Wahlperiode. Ein Mitglied wird von der Landesregierung für die Dauer von fünf Jahren entsandt.
An den Sitzungen der Kommission nimmt auch der Landesbeauftragte für den Datenschutz und die Informationsfreiheit teil. Er informiert sie über wichtige Fragen und seine datenschutzrechtliche Bewertung. Der Tätigkeitsbericht des Landesbeauftragten für den Datenschutz und die Informationsfreiheit ist in der Kommission vorzubereiten.

### Mitglieder
| Fraktion              | Ordentliche Mitglieder            | Stellvertretende Mitglieder          |
| --------------------- | --------------------------------- | ------------------------------------ |
| SPD                   | Daniel Schäffner, Christoph Spies | Gregory Scholz, Jaqueline Rauschkolb |
| CDU                   | Torsten Welling                   | Peter Moskopp                        |
| BÜNDNIS 90/DIE GRÜNEN | Carl-Bernhard von Heusinger       | Pia Schellhammer                     |
| AfD                   | Peter Stuhlfauth                  | Damian Lohr                          |
| FDP                   | Philipp Fernis                    | Steven Wink                          |
| FREIE WÄHLER          | Stephan Wefelscheid               |                                      |
| Landesregierung       | Simone Schneider                  |                                      |

## Enquete-Kommission 18/1 „Zukunftsstrategien zur Katastrophenvorsorge“

### Aufgaben
In seiner 6. Sitzung am 31. August 2021 hat der Landtag Rheinland-Pfalz beschlossen, die Enquete-Kommission 18/1 „Konsequenzen aus der Flutkatastrophe in Rheinland-Pfalz: Erfolgreichen Katastrophenschutz gewährleisten, Klimawandel ernst nehmen und Vorsorgekonzepte weiterentwickeln“ einzusetzen. Die Kurzbezeichnung der Enquete-Kommission lautet „Zukunftsstrategien zur Katastrophenvorsorge“.
Aufgabe einer Enquete-Kommission ist es, 'Entscheidungen über umfangreiche und bedeutsame Sachverhalte vorzubereiten', § 90 der Geschäftsordnung des Landtags Rheinland-Pfalz. Dafür setzt sich die Kommission intensiv mit einer Thematik auseinander und erarbeitet Empfehlungen, welche dem Landtag in einem Abschlussbericht für seine weitere Arbeit zu dem entsprechenden Thema vorgelegt werden.
Der Arbeitsauftrag der Enquete-Kommission „Zukunftsstrategien zur Katastrophenvorsorge“ ergibt sich aus dem Einsetzungsbeschluss. Danach soll untersucht werden, welche Möglichkeiten der Verbesserung des Schutzes vor Extremwetterereignissen in Folge des fortschreitenden Klimawandels bestehen. Hierbei soll im Hinblick auf die Flutkatastrophe im nördlichen Rheinland-Pfalz im Juli 2021 insbesondere auf die Hochwasservorsorge eingegangen werden.
Im Rahmen dieses Arbeitsauftrags soll die Kommission unter anderem Möglichkeiten aufzeigen, wie der Katastrophenschutz verbessert werden kann, wie Vorsorgekonzepte weiterentwickelt werden können, wie eine dem Klimawandel angepasste Raum- und Flächennutzungsplanung aussehen und wie ein zügiger Wiederaufbau gelingen kann. Dies alles soll insbesondere zur besseren Vorsorge vor Gefahren für Leib und Leben sowie vor Sachschäden an privater und öffentlicher Infrastruktur geschehen.
Die Enquete-Kommission setzt sich aus elf Mitgliedern des Landtags und sechs sachverständigen Mitgliedern zusammen. Die sachverständigen Mitglieder sind vollwertige Mitglieder der Enquete-Kommission, d. h. sie besitzen die gleichen Rechte wie die Abgeordneten.
Die Enquete-Kommission hat sich am 27. Oktober 2021 konstituiert und tagt einmal im Monat.

### Mitglieder
Vorsitzender: Lea Heidbreder (BÜNDNIS 90/DIE GRÜNEN)

Stellv. Vorsitzender: Christoph Spies (SPD)
| Fraktion              | Ordentliche Mitglieder                                               | Stellvertretende Mitglieder       |
| --------------------- | -------------------------------------------------------------------- | --------------------------------- |
| SPD                   | Susanne Müller, Benedikt Oster, Lothar Rommelfanger, Christoph Speis | Kathrin Anklam-Trapp, Sven Teuber |
| CDU                   | Dennis Junk, Petra Schneider, Gerd Schreiner                         | Anette Moesta, Markus Wolf        |
| BÜNDNIS 90/DIE GRÜNEN | Lea Heidbreder                                                       |                                   |
| AfD                   | Jan Bollinger                                                        | Peter Stuhlfauth                  |
| FDP                   | Marco Karl Weber                                                     | Philipp Fernis, Steven Wink       |
| FREIE WÄHLER          |                                                                      | Helge Schwab                      |
| Landesregierung       | Erwin Manz                                                           |                                   |

#### Sachverständige Mitglieder
Peter Heiland, Partner der Beratungsgesellschaft INFRASTRUKTUR & UMWELT Professor Böhm und Partner
Burkhard Müller, Geschäftsführender Direktor des Landkreistags Rheinland-Pfalz
Thomas Weiler, Hauptgeschäftsführer der Bauwirtschaft Rheinland-Pfalz
Jürgen Larisch, Brand- und Katastrophenschutzinspekteur des Eifelkreises Bitburg-Prüm
Alios Lieth, Geschäftsführer des privat geführten und unabhängigen Beratungsunternehmens HYDROPLAN Ingenieur-Gesellschaft mbH
Jan-Hendrik Müller, Referatsleiter bei der Landwirtschaftskammer Rheinland-Pfalz